# NGC 4067
NGC 4067 (również PGC 38168 lub UGC 7048) – galaktyka spiralna z poprzeczką (SBb), znajdująca się w gwiazdozbiorze Panny. Odkrył ją William Herschel 15 marca 1784 roku. Jest to galaktyka z aktywnym jądrem.